# No se lo digas a nadie
No se lo digas a nadie (em português, Não Conte a Ninguém) é um filme peruano dirigido por Francisco Lombardi, baseado no livro homônimo de Jaime Bayly que também participou como roteirista. O filme estreou nos cinemas em 16 de julho de 1998. Foi o primeiro filme com temática homossexual feito no Peru. Destaca-se também o trabalho de dicção realizado pela atriz espanhola Lucía Jiménez.

## Elenco
- Santiago Magill ... Joaquín
- Lucía Jiménez ... Alejandra
- Christian Meier ... Gonzalo
- Carmen Elías ... Maricucha
- Hernán Romero ... Luis Felipe
- Giovanni Ciccia ... Alfonso Cordoba
- Carlos Fuentes ... Gerardo
- Vanessa Robbiano .. Lucy
- Lita Baluarte ... Rocío